# Élisabeth de Mantoue (1471-1526)
Élisabeth de Gonzague (née le 9 février 1471 à Mantoue, morte le 28 janvier 1526 à Ferrare), duchesse d'Urbino, est renommée pour avoir fait de sa cour l'un des hauts lieux de la Renaissance.

## Biographie
Élisabeth est la fille de Frédéric de Gonzague, marquis de Mantoue, et de Marguerite de Bavière . Elle est la sœur cadette de Claire Gonzague, comtesse de Montpensier, du cardinal Sigismondo Gonzaga et du marquis François II de Mantoue, et la sœur aînée du condottiere Jean de Vescovato.
Elle épouse en 1489 le duc d'Urbino, Guidobaldo Ier da Montefeltro . Guidobaldo est malade , et le couple n'a pas d'enfants, mais Élisabeth refuse l'annulation du mariage et prend soin de lui . Après sa mort en 1508, Élisabeth ne souhaite pas se remarier.
L'éducation et le rang d'Élisabeth lui permettent de fréquenter certains des plus grands esprits de l'Italie de la fin du XVe siècle et de s'impliquer dans la politique de la péninsule. Sa cour attire ainsi des écrivains, des artistes et des érudits et elle est la belle-sœur et l'amie d'Isabelle d'Este. Elle est par exemple immortalisée par l'écrivain Baldassare Castiglione, dont l'ouvrage de 1528, Le Livre du courtisan, est en partie basée sur leurs conversations . Malgré sa mauvaise santé, Élisabeth est aussi connue pour être une grande cavalière et participe fréquemment à des chasses dans la campagne autour d'Urbino.

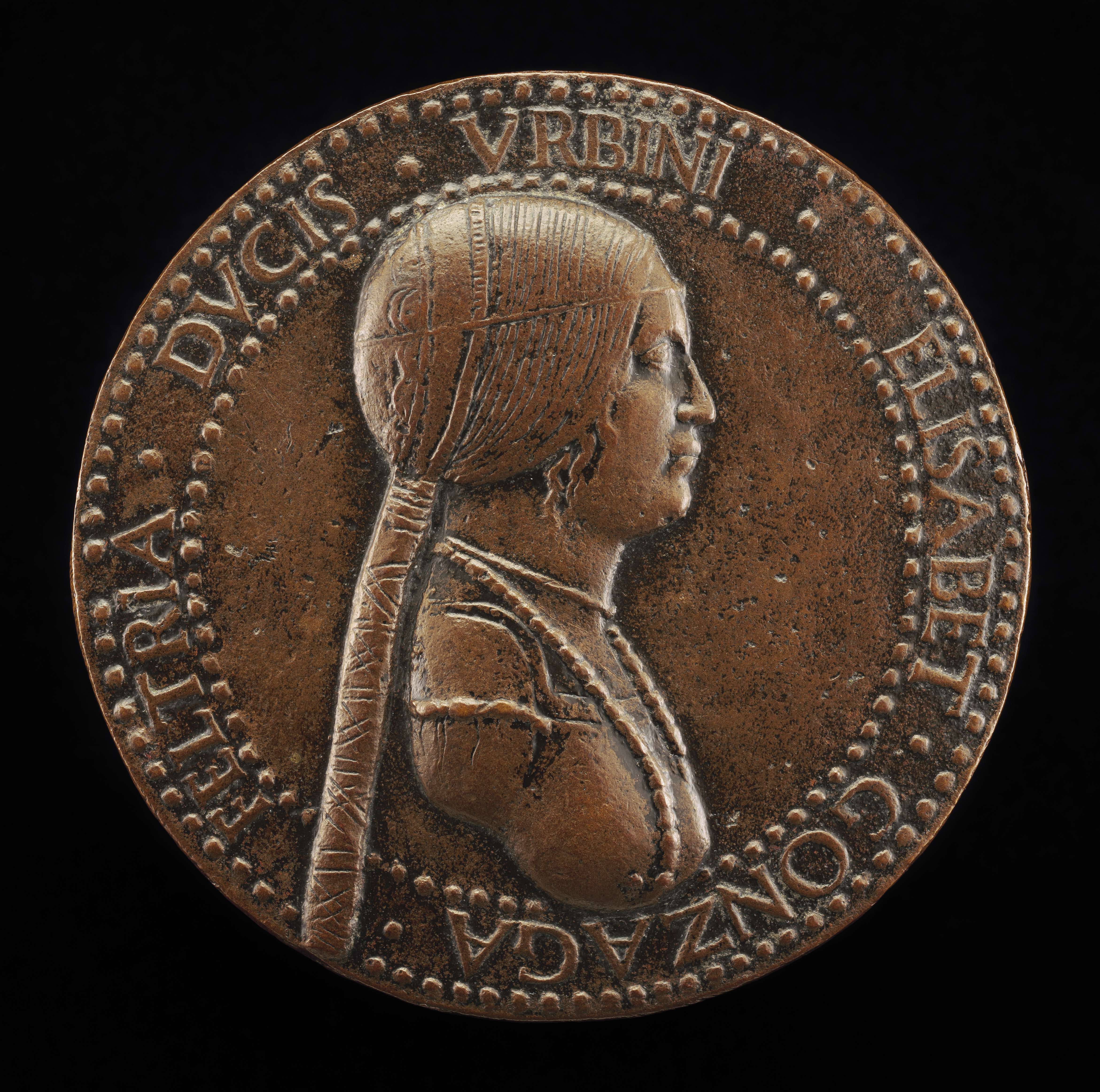
Médaille de bronze représentant Elisabeth Gonzague par Adriano Fiorentino, probablement après 1502. National Gallery of Art.

Le 21 juin 1502, César Borgia occupe Urbino, mettant en fuite Guidobaldo et forçant Élisabeth à rester à Mantoue . Elle y séjourne jusqu'en 1503 puis rejoint Guidobaldo à Venise. Ils retournent au pouvoir en 1504. N'ayant pas d'enfants, ils adoptent la même année le neveu de Guidobaldo, François Marie della Rovere, fils de Giovanna Felicita Feltria della Rovere et de Jean della Rovere, alors âgé de quatorze ans, pour assurer la succession .

En 1502, Élisabeth accompagne à contrecœur Lucrèce Borgia à Ferrare, où elle doit épouser Alphonse Ier d'Este. Un témoin la décrit ainsi lors du mariage :
En entrant à Ferrare, elle montait une mule noire caparaçonnée de velours noir brodé d'or tissé, et portait un manteau de velours noir semé de triangles d'or battu ; un autre jour, elle portait un manteau de velours brun ajouré retenu par des chaînes d'or massif ; un autre jour, une robe de velours noir rayé d'or, avec un collier et un diadème de pierreries ; et encore un autre jour, une robe de velours noir brodée de son chiffre .
Après la mort de Guidobaldo en 1508, Élisabeth exerce la régence pour le compte de François Marie, encore mineur . En 1509, François Marie épouse Éléonore de Mantoue, la nièce d'Élisabeth, consolidant ainsi la dynastie .
Cependant, en juin 1516, Élisabeth et l'ensemble de la famille ducale est expulsée d'Urbino par le pape Léon X, qui veut donner le duché à son neveu Laurent II de Médicis . Sans un sou, la famille trouve refuge à Ferrare, où Élisabeth meurt en 1526 .

## Voir également